# Mahneti
Mahneti so naselje v Občini Cerknica.